# Orden
Orden avsåg ursprungligen religiösa ordnar. Under historiens gång har ordets betydelse varierat i olika sammanhang. Nedan räknas dessa huvudsakliga betydelser upp.

## Religiösa ordnar
Inom framför allt romersk-katolska kyrkan och de ortodoxa kyrkorna är en orden en kongregation, en sammanslutning, vars medlemmar avgivit särskilda löften (vanligen fattigdom, kyskhet och lydnad) i syfte att på ett radikalare sätt efterleva Kristi befallningar och råd. Till följd av den högkyrkliga rörelsen från och med andra hälften av 1800-talet finns religiösa ordnar, emot vilka reformatorerna predikade, numera också i anglikanska kyrkan och även i somliga lutherska kyrkor, till exempel Svenska kyrkan.

## Riddarordnar
Riddarordnarna uppstod under korstågstiden, med de kristna munkordnarna som förebild. En ordensmedlem var bunden av regler, och trohetseden till orden gjorde att man före mitten av 1700-talet i princip inte kunde vara medlem av mer än en orden.
Med tiden förlorade många av riddarordnarna sin egentliga betydelse, och de insignier som bars som tecken på tillhörighet till orden blev snarast utmärkelser för förtjänster, och de nya ordnar som tillkom efter reformationen var främst fokuserade kring ordenstecknen. Samtidigt uppkom även privata ordenssällskap, där ordensgemenskapen blev det centrala. Dessa har å sin tur även de infört ordenstecken.

## Sociala ordnar
En orden kan även avse ett, normalt slutet, sällskap eller umgängesklubb, även kallat ordenssällskap. Dessa kan har vitt skilda syften och bakgrund. Jämför med förening och herrklubb.

## Utmärkelser
En orden är en civil eller militär utmärkelse som bärs offentligt och har stadgar och en "organisation med mästare och kapitel". Dessa ordnar, ofta benämnda förtjänstordnar (stundom riddarordnar), har sitt ursprung i världsliga riddarordnar, så kallade sodalicier som instiftades under senmedeltiden. Sodalicier var till hoven knutna gilleliknande organisationer under ledning av en monark och hade i vissa fall en rådgivande funktion, exempel på sådana var Strumpebandsorden och Gyllene skinnets orden. Sodaliciernas syfte var att till monarken knyta inländska adelsmän och utländska furstar och medlemmarna bar ett ordenstecken i kedja. I samband med statsförvaltningens tillväxt under 1600-talet tillkom ordnar som enbart var avsedda som utmärkelsetecken. 1802 instiftades Franska Hederslegionen vars femgradiga indelning inspirerade till många andra förtjänstordnar.